# Monumento a la Raza Indígena
El monumento a la Raza Indígena es un conjunto de estatuas localizado en la Glorieta Norte en Tunja, Colombia. El conjunto escultural realizado en piedra describe un hombre caído que simboliza el Cacique Aquiminzaque, el último de los zaques muiscas y una mujer de pie que simboliza la sangre aborigen, representada en Adeizagá, la hija del cacique de Gámeza, su prometida en matrimonio en Hunza.

## Historia

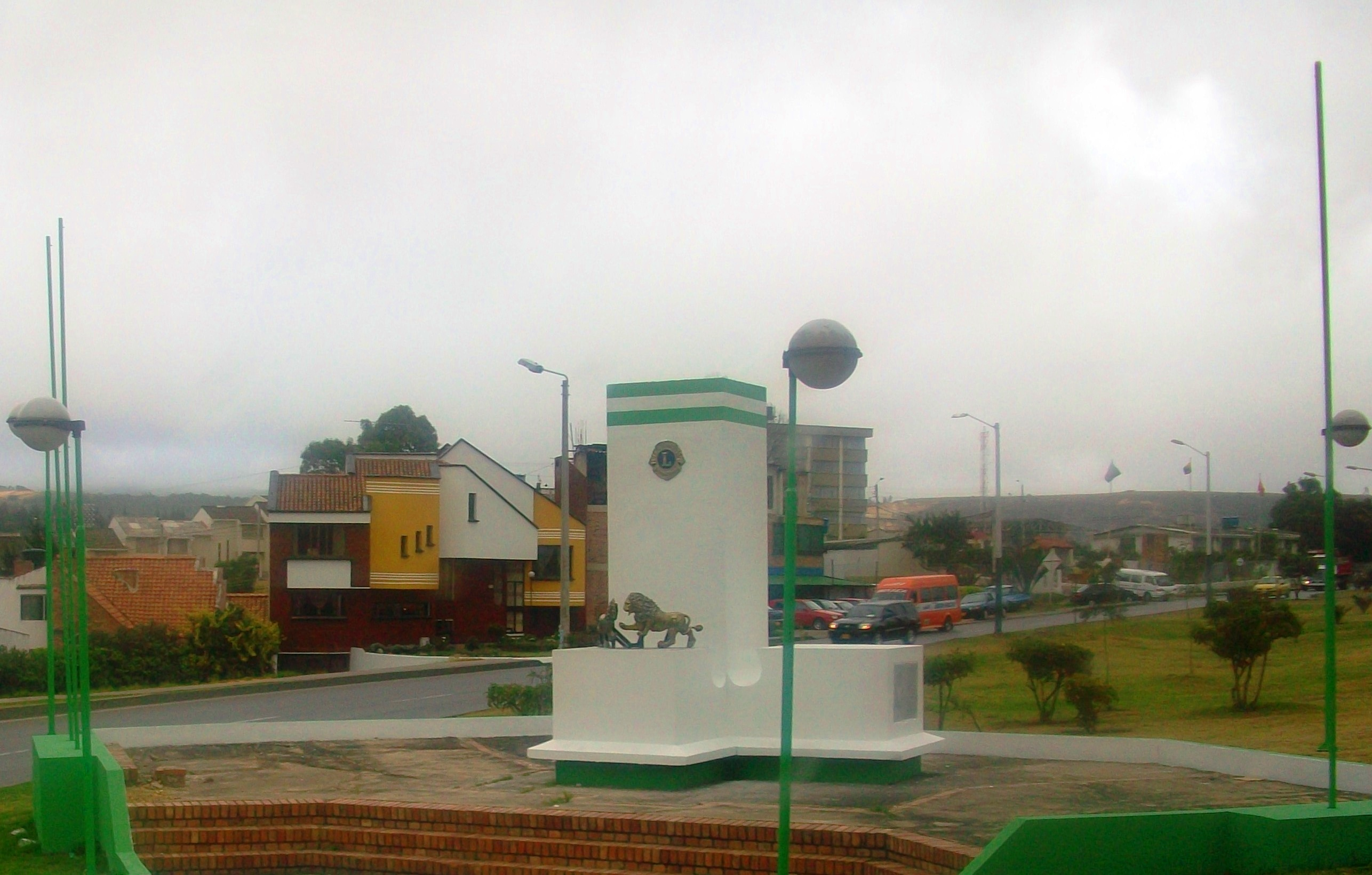
Monumento del Club de Leones

Luego de la demisión de Quemuenchatocha, Aquiminzaque le sucedió al comando de Hunza. Puesto que era necesario que contajera nupcias, se convocó a una ceremonia de matrimonio concurrida, hecho que fue comprendido por los españoles como un acto de sublevación. La decapitación de Aquiminzaque y sus caciques amigos se decretó en el año 1540 en la plaza mayor de Tunja, ante la picota, símbolo de la justicia hispánica. Ante la agonía del mismo, pronunciaba "Di a vuestro general, que le debo el gran valor de quitarme de una vez y para siempre una vida que diariamente me quitaba; y puesto que me hizo cristiano al robarme el poder temporal, no apresure tanto la muerte, ya que lo eterno nunca podrá robármelo" y como homenaje, el escultor zipaquireño Miguel Sopó Duque construyó el monumento en 1964.

## Actualidad
El gran árbol de luces de Navidad de la ciudad es colocado cada año en sus inmediaciones. El jardín aledaño es preservado temporalmente. Adicionalmente se encuentra el monumento del Club de Leones, un pabellón verde y blanco con dos figuras de leones en el centro y una pequeña plazoleta.